# Albellatge de dues espigues
L'albellatge de dues espigues (Andropogon distachyos), és una espècie de planta de la família de les poàcies.
Addicionalment pot rebre els noms de albellatge distaqui. També s'han recollit les variants lingüístiques alballage de dos espigues.

## Descripció
És una planta herbàcia perenne de 30 a 80 cm d'alt i pròpia de llocs secs i càlids. Floreix de maig a novembre. El seu epítet específic distachyos significa que té dues espigues.

## Distribució
Es presenta a la sabana africana (paleotropical) i també a la regió mediterrània, incloent els Països Catalans.